# Milan Stanković (pevač)
Milan Stanković (Obrenovac, 9. septembar 1987) srpski je pop-folk pevač. Široj javnosti postao je poznat nakon učestvovanja u Zvezdama Granda (2007) gde je stigao do superfinala. Izabran je za predstavnika Srbije na takmičenju za Pesmu Evrovizije 2010. sa pesmom Ovo je Balkan sa 58.428 glasova gledalaca.
U televizijskoj emisiji Zvezde Granda je bio među favoritima, ali je na kraju pobedio Dušan Svilar. U emisiji je interpretirao pesme raznovrsnih žanrova, a njihovi prvobitni izvođači su bili Zdravko Čolić, Željko Samardžić itd. Naročitu popularnost je stekao izvodeći pesmu Zdravka Čolića „Krasiva“. Zaštitni znak Milana Stankovića je njegova frizura, jedinstvena na srpskoj estradi.
Godine 2007, njegovi singlovi se pojavljuju na kompilacijskim diskovima Zvezda Granda (u tiražu od 100.000 primeraka). U maju 2009. izašao mu je prvi album Solo, koji je prodat u približno 50.000 primeraka.

## Diskografija

### Albumi
- Solo (2009)
- Milan (2015)

### Singlovi
- Ovo je Balkan (2010)
- Perje (2011)
- Mama (2012)
- Od mene se odvikavaj (2013)
- Luda ženo (2014)
- Mašina (2015)
- Nisi mu ti žena (2015)
- Gadure (2015)
- Faktor rizika (2015)
- Nešto protiv ljubavi (2015)
- Kao nikad, kao nekad (2015)
- Ego (2017)
- Sve što ne smemo (2017)
- Trans (2018)
- Kripton (2018)
- Brane mi te (2019)
- Pablo (ft. Jala Brat, Buba Corelli; 2020)

## Videografija
| Spot                 | Godina | Režiser                 |
| -------------------- | ------ | ----------------------- |
| Face                 | 2009   |                         |
| Mama                 | 2012   | DM SAT PRODUCTION VIDEO |
| Od mene se odvikavaj | 2013   | Milan Stankovic/Ljubba  |
| Mašina               | 2015   | Toxic Entertainment     |
| Nisi mu ti žena      | 2015   | Toxic Entertainment     |
| Gadure               | 2015   | Toxic Entertainment     |
| Faktor rizika        | 2015   | Milan Stankovic/Ljubba  |
| Nešto protiv ljubavi | 2015   | Ljubba                  |
| Ego                  | 2017   | Ljubba                  |
| Sve što ne smemo     | 2017   | Toxic Entertainment     |
| Trans                | 2018   | Milan Stankovic/Ljubba  |
| Kripton              | 2018   | Milan Stankovic/Ljubba  |
| Brane mi te          | 2019   | Milan Stankovic/Ljubba  |